# 4872 Grieg
4872 Grieg је астероид главног астероидног појаса чија средња удаљеност од Сунца износи 2,726 астрономских јединица (АЈ).
Апсолутна магнитуда астероида је 13,3.